# Skephults landskommun
Skephults landskommun var en tidigare kommun i dåvarande Älvsborgs län.

## Administrativ historik
Kommunen inrättades i Skephults socken i Marks härad i Västergötland när 1862 års kommunalförordningar trädde i kraft. Vid kommunreformen 1952 uppgick den i Fritsla landskommun som 1971 gick upp i nybildade Marks kommun.